# Novy-Chevrières
Novy-Chevrières – miejscowość i gmina we Francji, w regionie Grand Est, w departamencie Ardeny.
Według danych na rok 1990 gminę zamieszkiwało 578 osób, a gęstość zaludnienia wynosiła 34 osób/km².